# Michael Screech
Michael Screech, ou de son nom complet Michael Andrew Screech, né à Plymouth le 2 mai 1926 et mort 1er juin 2018 à Oxford, est un révérend et professeur de littérature française spécialiste de la Renaissance, en particulier de Clément Marot, de Montaigne et de François Rabelais. 

## Parcours
Né dans une famille méthodiste, il développe son attrait pour l'humaniste tourangeau pendant son service militaire, lors duquel il améliore également sa connaissance de la langue japonaise. Au cours de ses recherches, il montre notamment la place de l’évangélisme dans l’œuvre de Rabelais et de Marot. Nommé pasteur de l’église d’Angleterre en 1993, il n'hésite pas à inclure des citations rabelaisiennes dans ses sermons. Il exerce son ministère à Oxford et à Whitchurch-on-Thames ,. Il enseigne à l’université de Birmingham de 1951 à 1971 et à l'University College de Londres de 1971 à 1993, avant d'occuper la fonction de professeur émérite au All Souls College de 2003 à 2018. Il reçoit en outre le grade de chevalier de la Légion d'honneur en 1992.
Il est reconnu internationalement pour ses travaux sur des grandes figures de la Renaissance, comme l'illustrent ses études sur l'extase religieuse chez Érasme ou la mélancolie chez Montaigne. Il a contribué à renouveler l'image de Rabelais et sa synthèse de 1979, publiée en France en 1992, a été largement saluée par la critique. Un colloque est organisé en son honneur en 2007 à la maison française d'Oxford sous le nom Melancholy and Ectasy.

## Publications

### En tant qu'auteur
- The Rabelaisian Marriage, Edward Arnold, 1958, traduit en français chez Droz en 1992
- L'Evangélisme de Rabelais, Droz, 1959
- Marot évangélique, Droz, 1967
- Rabelais, London, Duckworth, 1979, traduit en français chez Gallimard en 1992
- Erasmus: Ecstasy and the Praise of Folly, Duckworth, 1980
- Montaigne and Melancholy, Duckworth, 1983
- A New Rabelais Bibliography : Editions of Rabelais Before 1626, Droz, 1987
- Some Renaissance Studies, Droz, 1992
- Clément Marot, a Renaissance poet discovers the Gospel, Brill, 1993
- Laughter at the Foot of the Cross, Allen Lane/Penguin, 1997

### En tant qu'éditeur
- Joachim Du Bellay, Les Regrets et autres Œuvres Poétiques: suivis des Antiquitez de Rome ; plus Un songe, ou Vision sur le mesme subject, Droz, 1966
- François Rabelais, Pantagrueline Prognostication pour l'an 1533. Avec les Almanachs pour les ans 1533, 1535 et 1541. La grande et vraye Pronostication nouvelle de 1544, Droz, 1975

### En tant que traducteur
- Montaigne, Essays, Penguins, 1991
- François Rabelais, Gargantua and Pantagruel, Penguins, 2006